# Carlo Zinelli
Carlo Zinelli (San Giovanni Lupatoto, 2 de julio de 1916 – Chievo, 27 de enero de 1974) fue un pintor italiano de arte marginal. Sus obras basadas en el uso de colores puros, narran especialmente su infancia, con numerosas figuras acurrucadas para cubrir todo el fondo en un estilo de horror. Sus figuras humanas son formas sólidas siempre representadas de perfil, a menudo con grandes agujeros para representar los ojos u otras partes anatómicas.

## Biografía
Nacido en la provincia de Verona, a los dieciocho años comenzó a entusiasmarse por la música, una pasión que le acompañaría a lo largo de su vida y está a menudo presente en sus delirios oratorios.
En 1936 terminó su servicio militar, en 1938 fue reclutado en el batallón de Trento y en 1939 se embarcó en Nápoles para participar, como voluntario, en la guerra civil española, pero después de solo dos meses tuvo que dejar el frente tras diagnosticársele esquizofrenia
Lo internaron en el asilo de S. Giacomo Alla Tomba en 1947, donde permaneció diez años casi en total aislamiento. 
La vida de Carlo Zinelli experimentó un giro prodigioso hacia finales de los años cincuenta, cuando él y otros veinte pacientes ingresaron en un estudio de pintura creado por el escultor irlandés Michael Noble, el italiano Pino Castagna, el psiquiatra Mario Marini y el director Cherubino Trabucchi. En este taller, se alentaba a los pacientes a pintar o esculpir libremente.
Absorto en su nuevo trabajo y lleno de entusiasmo, Carlo Zinelli diseña y colorea durante ocho horas al día. Este tratamiento parece tener excelentes beneficios en su estado general y las evaluaciones clínicas confirman su mejor comportamiento. 